# David Carbe
Martin David Carbe, född 15 maj 1993 i Kungälv, är en svensk musiker, pianist och sångare, bosatt i Kungälv.

## Biografi
David Carbe började spela piano samma år som han skulle fylla 16 år. Intresset blev snabbt mycket stort och Carbe började studera på Mimers Hus Gymnasium, estetiska programmet i Kungälv. Där utbildade han sig och tog pianolektioner under tre års tid. Efter gymnasiet började Carbe frilansa på professionell nivå samt arrangera egna konserter.
Den 25 september 2011 fick Carbe möjligheten att gästspela tillsammans med Robert Wells på en Rhapsody in Rock-konsert i Halmstad. Carbe deltog senare i flera av Wells sommarläger för unga pianister. Samarbetet fortsatte och Carbe har vid ett flertal tillfällen gästat Wells konserter. Sommaren 2016 var Carbe en av gästerna på sommarturnén Rhapsody in Rock tillsammans med bl.a. Robert Wells, Michael Bolton, LaGaylia Frazier, Wiktoria Johansson, Johan Boding och Maria Wells. 
David Carbe har ett flertal gånger medverkat som kapellmästare i TV4 BingoLotto. 

## Utmärkelser
- 2012 - King of Piano [4]
- 2012 - Mimers Kulturstipendium
- 2012 - Taubesällskapet Västanvinds Taubestipendium
- 2016 - Kungälvs Kommun kulturstipendium [5] [6]
- 2017 - Kungälvsmedaljen [7]
- 2017 - Stallbrödernas stipendium [8]

## Diskografi

### Album
- 2015 - David Carbe Kvartett med gäster
- 2017 - 88 toner, 13 kompositioner
- 2017 - Boogie Woogie All Night Long
- 2018 - Carbe Theme Songs
- 2020 - From Classical to Rock'n'Roll

### Singlar
- 2015 - Carbe Theme
- 2018 - Dreams of Future
- 2018 - One Last Dance
- 2018 - Heading for the Top
- 2020 - Frank Boogie

- 2020 - Gabriellas sång
- 2020 - Gärdestad-medley (live)
- 2020 - Let the Good Times Rock
- 2020 - What Am I Gonna Do
- 2021 - One Last Dance (Orchestra Version)